# Mycetophila paraunicornuta
Mycetophila paraunicornuta är en tvåvingeart som beskrevs av Duret 1991. Mycetophila paraunicornuta ingår i släktet Mycetophila och familjen svampmyggor. Inga underarter finns listade i Catalogue of Life.